# Cleisostoma kerrii
Cleisostoma kerrii är en orkidéart som beskrevs av Gunnar Seidenfaden. Cleisostoma kerrii ingår i släktet Cleisostoma och familjen orkidéer. Inga underarter finns listade i Catalogue of Life.